# Design rule for Camera File system
Design rule for Camera File system (DCF) è uno standard definito da JEITA che specifica il file system delle fotocamere digitali. È diventato uno standard de facto anche per altri dispositivi in grado di registrare, immagazzinare o visualizzare immagini quali telefoni cellulari o cornici digitali.